# 開発許可制度
開発許可制度（かいはつきょかせいど）とは、都市計画法に基づき、以下の二つの役割を果たすことを目的として、開発行為や建築行為等を都道府県知事等の許可に係らしめる制度である。
- 都市の周辺部における無秩序な市街化を防止するため、都市計画区域を「計画的な市街化を促進すべき市街化区域」と「原則として市街化を抑制すべき市街化調整区域」に区分した目的を担保する
- 都市計画区域内の開発行為について公共施設や排水設備等必要な施設の整備を義務づけるなど、良好な宅地水準を確保する　[2]

一般的には、市街化調整区域における建築行為等の規制などの内容も、開発許可制度の範囲に含まれる。
- 以下で、都市計画法は「法」、都市計画法施行令は「政令」とのみ記載する。

## 概要
具体的には、都市計画区域内外を問わず開発行為を都道府県知事等の許可に係らしめ、開発行為に対して必要最低限の公共施設整備を義務づけることにより宅地の技術的水準を保たせるとともに（技術基準、法第33条）、特に市街化調整区域については、技術的水準に加えて「特定のものを除いては原則として開発行為を行わせない」という用途的側面からの規制をかける（立地基準、法第34条）ことにより、上述の目的を達成しようとするものである。
また、開発行為のみを許可の対象にするのでは制度の目的が達成できないことから、市街化調整区域においては建築物に改変を加える行為も許可の対象とされる（法第42条、43条）。
本項では、開発許可制度内で使用される用語の定義をはじめ、申請手続き、許可の基準とそれらに付随する要件等のうち、主なものを都市計画法の逐条順に述べる（ただし、制度内で使用される用語であるものの、すでに記事がある用語の説明は、当該記事を参照のこと）。

## 開発行為
開発行為とは、「主として建築物の建築又は特定工作物の建設の用に供する目的で行う土地の区画形質の変更」のことである（法第4条第12項）。開発行為に該当する工事等を行おうとする者は、後述の許可が必要となる。
「特定工作物」はさらに第一種特定工作物（コンクリート・プラントやアスファルト・プラント等）と第二種特定工作物（ゴルフ場、1ヘクタール以上の野球場等）に分かれる。「土地の区画形質の変更」とは、道路等の新設、変更又は廃止（区画の変更）、切土や盛土など建築物を建てる前の宅地造成（形状の変更）、宅地以外の土地を宅地とする行為（性質の変更）が該当する。
開発行為は規制範囲を決める一因であるが、学術的にも政治的にもあまり議論されていない。現在の日本の都市計画は欧州諸国と比べると比較的私権が優先されているが、それは開発行為の定義の仕方によるとされる。
イギリスの都市計画制度では、例えば、土地利用の変更は物理的な工事を伴わなくても開発行為とみなされ、許可が必要になることがある。例えば、犬を数十匹飼うと土地利用が変わったとする判決も出ている。

## 開発許可
開発行為をしようとする者は、あらかじめ、国土交通省令で定めるところにより、都道府県知事等の許可を受けなければならない（法第29条第1項）。ただし、法第29条第1項各号及び第2項各号に掲げられている以下の開発行為については、許可が不要である（同条但書）。
都市計画区域・準都市計画区域内で許可不要となる開発行為（第1項各号）
1. 一定規模未満の開発行為
市街化区域では1,000m2以上であれば許可が必要である。
市街化調整区域では、他の各号に該当しない限り規模に関わらず許可が必要である。
2. 市街化調整区域内、未線引都市計画区域、及び準都市計画区域における農業・林業・漁業用の施設（畜舎、堆肥舎、サイロなど）や、農林漁業を営む者の住居を建築するための開発行為
※農水林産物の処理・貯蔵・加工に必要な建築物の建築のための開発行為は許可が必要である。
　また、許可不要に該当しない農業用施設や都市計画法第34条に概要する施設も開発許可が必要である。
3. 公益上必要な建築物を建築するための開発行為（鉄道施設、図書館、公民館、変電所など）
学校、医療施設、社会福祉施設などは、公益目的であっても、原則として許可が必要である。
4. 都市計画事業の施行として行う開発行為
5. 土地区画整理事業の施行として行う開発行為
6. 市街地再開発事業の施行として行う開発行為
7. 住宅街区整備事業の施行として行う開発行為
8. 防災街区整備事業の施行として行う開発行為
9. 公有水面埋立法による免許を受けた埋立地のうち、竣功認可の告示のないものに関する開発許可
10. 非常災害のため必要な応急措置として行う開発行為
11. 通常の管理行為、軽易な行為その他の行為で政令で定めるもの（仮設建築物、建築物の増築・改築のうち10m2以内のものなど）

都市計画区域でも準都市計画区域でもない区域で許可不要となる開発行為（第2項各号）
1. 1ヘクタール未満の開発行為
2. 農業、林業若しくは漁業用の施設又はこれらの業務を営む者の住居を建築するための開発行為（第1項第2号の準用）
3. 第1項第3号、第4号、第9号から第11号までに掲げる開発行為

| 区分                                   | 許可が不要となる規模       |
| -------------------------------------- | -------------------------- |
| 市街化区域                             | 1,000m2未満または500m2未満 |
| 区域区分が定められていない都市計画区域 | 3,000m2未満                |
| 準都市計画区域                         | 3,000m2未満                |
| 都市計画区域および準都市計画区域外     | 10,000m2未満               |

## 開発許可申請
法第30条は、開発許可申請の手続きを規定している。申請にあたっては、次に掲げる事項を記載した申請書を都道府県知事等に提出しなければならない。
1. 開発区域（開発区域を工区に分けたときは、開発区域及び工区）の位置、区域及び規模
2. 開発区域内において予定される建築物又は特定工作物の用途（予定建築物の用途）
3. 開発行為に関する設計
4. 工事施行者（開発行為に関する工事の請負人又は請負契約によらないで自らその工事を施行する者をいう。以下同じ。）
5. その他都市計画施行規則で定める事項
6. 公共施設管理者の同意書（同条第2項、後述。）

開発行為に係る設計
設計に係る設計図書（図面及び仕様書）は、国土交通省令で定める資格を有する者の作成したものでなければならない（法第31条）。設計の適正を期することとしており、この国土交通省令で定める資格を有する者とは、開発行為に関する工事のうち、周辺に大きな影響を与えるおそれのあるもの或いは設計について専門的な能力を要するもので、この資格者は建築士、技術士、測量士、不動産鑑定士のような国家試験合格者によってただちに与えられるといった独自の資格なのではなく、下記の通り一定の学歴取得者もしくは先の資格のうち建築士や技術士資格取得者と、学歴取得者や資格取得者に伴う経験年数の組合わせによって持つことができる資格である。またこの資格とは開発事業ごとにその資格能力を有しているか否かであり、不祥事で取り消されるといった性格のものではない。さらにここでいう実務の経験は、法施行以前からの住宅地造成事業などで開発許可に係る工事以外の開発工事の経験を含むことも当然となっている。
表（規則第18、19条関係概要）
| 資格を要する設計 資格 | 開発区域の面積が １ha以上 20ha未満 の開発行為に関する 工事(規則第19条第１号)                                                                           | 開発区域の面積が 20ha以上のもの |
| --- | --- | --- |
| イ 大学(短期大学を除く)で右の課程を修めて卒業後、右の技術に関して、２年以上の実務の経験を有する者 | 土木、建築、都市計画、造園に関する課程 宅地開発に関する技術                                                                                            | 左記のいずれかに該当するもので、開発区域の面積が20ha以上の開発行為に関する工事の総合的な設計に係る設計図書の作成に関する実務に従事したことのあるもの その他国土交通大臣がこれと同等以上の経験を有すると認めたもの (なお、「その他国土交通大臣がこれと同等以上の経験を有すると認めたもの」については、現在未制定。) |
| ロ 短期大学（専門職大学の前期課程を含む）において右の修業年限３年の課程(夜間部は除く)を修めて卒業した後（専門職大学の前期課程にあっては、修了した後）、右の技術に関して、３年以上の実務の経験を有する者 | 同上 | 左記のいずれかに該当するもので、開発区域の面積が20ha以上の開発行為に関する工事の総合的な設計に係る設計図書の作成に関する実務に従事したことのあるもの その他国土交通大臣がこれと同等以上の経験を有すると認めたもの (なお、「その他国土交通大臣がこれと同等以上の経験を有すると認めたもの」については、現在未制定。) |
| ハ ロの者を除き、短期大学、高等専門学校、旧専門学校において、右の課程を修めて卒業した後（専門職大学の前期課程にあっては、修了した後）、右の技術に関して、４年以上の実務の経験を有する者                 | 同上 | 左記のいずれかに該当するもので、開発区域の面積が20ha以上の開発行為に関する工事の総合的な設計に係る設計図書の作成に関する実務に従事したことのあるもの その他国土交通大臣がこれと同等以上の経験を有すると認めたもの (なお、「その他国土交通大臣がこれと同等以上の経験を有すると認めたもの」については、現在未制定。) |
| ニ 高等学校、中等学校において、右の課程を修めて卒業後、右の技術に関して７年以上の実務の経験を有する者                                                                                                   | 同上 | 左記のいずれかに該当するもので、開発区域の面積が20ha以上の開発行為に関する工事の総合的な設計に係る設計図書の作成に関する実務に従事したことのあるもの その他国土交通大臣がこれと同等以上の経験を有すると認めたもの (なお、「その他国土交通大臣がこれと同等以上の経験を有すると認めたもの」については、現在未制定。) |
| ホ 技術士法による第２次試験のうち右の部門に合格した者で、右の技術に関して、右の年数以上の実務の経験を有する者                                                                                           | 建設、水道、衛生工学の部門 宅地開発に関する技術２年以上                                                                                                | 左記のいずれかに該当するもので、開発区域の面積が20ha以上の開発行為に関する工事の総合的な設計に係る設計図書の作成に関する実務に従事したことのあるもの その他国土交通大臣がこれと同等以上の経験を有すると認めたもの (なお、「その他国土交通大臣がこれと同等以上の経験を有すると認めたもの」については、現在未制定。) |
| ヘ 建築士法による一級建築士の資格を有する者で、右の技術に関して、右の年数以上の実務の経験を有する者 | 宅地開発に関する技術２年以上 | 左記のいずれかに該当するもので、開発区域の面積が20ha以上の開発行為に関する工事の総合的な設計に係る設計図書の作成に関する実務に従事したことのあるもの その他国土交通大臣がこれと同等以上の経験を有すると認めたもの (なお、「その他国土交通大臣がこれと同等以上の経験を有すると認めたもの」については、現在未制定。) |
| ト 右の技術に関して、右の年数以上の実務経験を有する者で、国土交通大臣の登録を受けた者がこの省令の定めるところにより行う講習を修了した者                                                                 | 宅地開発に関する技術に関する７年以上の実務の経験を含む土木、建築、都市計画、造園に関する10年以上の実務経験                                             | 左記のいずれかに該当するもので、開発区域の面積が20ha以上の開発行為に関する工事の総合的な設計に係る設計図書の作成に関する実務に従事したことのあるもの その他国土交通大臣がこれと同等以上の経験を有すると認めたもの (なお、「その他国土交通大臣がこれと同等以上の経験を有すると認めたもの」については、現在未制定。) |
| チ 上記に掲げたもののほか、国土交通大臣が右に掲げる項と同等以上の知識及び経験を有すると認める者 | 大学院等に１年以上在学して土木、建築、都市計画又は造園に関する事項の専攻後、宅地開発に関する技術に１年以上の実務経験 ※昭和45年１月12日建設省告示第38号 | 左記のいずれかに該当するもので、開発区域の面積が20ha以上の開発行為に関する工事の総合的な設計に係る設計図書の作成に関する実務に従事したことのあるもの その他国土交通大臣がこれと同等以上の経験を有すると認めたもの (なお、「その他国土交通大臣がこれと同等以上の経験を有すると認めたもの」については、現在未制定。) |

公共施設の管理者の同意等
開発許可を申請しようとする者は、あらかじめ、開発行為に関係がある公共施設の管理者と協議し、その同意を得なければならず（法第32条第1項）、また、開発行為又は開発行為に関する工事により新たに公共施設が設置される場合には、その公共施設を管理することとなる者等と協議しなければならない（同条第2項）。申請には同意を得た旨の書面を添附しなければならない。
これは、開発行為の影響を受ける既存公共施設の機能保持及び新たに設置される公共施設の適正管理を目的としたものである。
なお、ここでいう「公共施設」には、以下のものが該当する。
- 道路、水路
- 公園、緑地、広場
- 下水道
- 河川、運河
- 消防の用に供する貯水施設

開発許可を受けた開発行為、または開発行為に関する工事により公共施設が設置されたときは、その公共施設は、工事完了の公告の日の翌日において、その公共施設の存する市町村の管理に属するものとする。ただし、他の法律に基づく管理者が別にあるとき、または協議によって管理者について特段の定めをしたときは、それらの者の管理とする。

## 開発許可の基準

### 技術基準
法第33条は、開発許可申請があった場合、申請の内容や手続きが法令に違反していないときは、都道府県知事等は開発許可をしなければならないとし、良好な市街地の形成と一定以上の宅地水準の確保を目的とした技術的基準を定めている。開発区域内の道路や消防水利、給水・排水施設に関する計画が、同条の規定に反しないよう留意しなければならない。
主な内容は以下のとおりである。なお、具体的な技術的細目（道路幅員の数値など）は政令で定めている。
1. 予定建築物等の用途が用途地域等に適合していること
2. 開発区域周辺の状況等を考慮し、道路や公園などの公共空地が適切な規模・構造で適当に配置されていること
3. 当該地域の降水量等を考慮し、排水施設が適切な構造・能力で適当に配置されていること
4. 開発区域周辺の状況等を考慮し、給水施設が需要に支障を来さない構造・能力で適当に配置されていること
5. 予定建築物等の用途または開発行為の設計が地区計画等の内容に即していること
6. 開発区域における利便増進、開発区域とその周辺地域における環境保全が図られるように公共施設等や予定建築物の用途の配分が定められていること
7. 地盤改良、擁壁設置等の安全上必要な措置が講ぜられること
8. 原則として災害危険区域、土砂災害特別警戒区域等の開発行為を行うのに適当でない区域内の土地を含まないこと
9. 開発区域における樹木の保存・表土の保全等の植物の生育の確保上必要な措置が講ぜられていること
10. 騒音、振動等による環境の悪化の防止上必要な緑地帯や緩衝帯が配置されていること
11. 当該開発行為が道路、鉄道等による輸送の便等からみて支障ないこと
12. 申請者に当該開発行為を行うために必要な資力及び信用があること
13. 工事施行者に当該開発行為に関する工事を完成するために必要な能力があること
14. 開発行為の施行または開発行為に関する工事の実施の妨げとなる権利を有する者の相当数の同意を得ていること

土地等の権利者の同意
関係者との意見調整により、権利をめぐる紛争を防止するため、土地等の権利者の相当数の同意を得なければならない（全員の同意でなくてよい）。ここで開発行為に同意をしなかった者は、開発行為に関する工事が完了した旨の公告があるまでの間は、その権利の行使として、開発許可を受けた開発区域内において建築物を新築することができる。
技術基準の強化等
地方公共団体の条例で、以下のとおり技術基準の強化等をすることができる。条例が制定されている場合は、制限を満たさない開発行為は許可を受けることができない。
- 技術的細目の強化又は緩和（法第33条第3項）
- 最低敷地規模に関する制限の付加（同条第4項）
- 景観計画区域内における当該景観計画の内容に沿った基準の設定（景観行政団体に限る）（同条第5項）

### 市街化調整区域における立地基準
法第34条は、無秩序な市街化を防止し、農地や山林を保護するために設定される市街化調整区域において、開発行為を立地面から規制するために設けられた規定である。具体的には、申請に係る開発行為が以下のいずれかに該当すると認める場合でなければ、都道府県知事等は開発許可をしてはならないとされ、市街化調整区域で立地できるものが限定されている。この規定により、区域区分制度（線引き制度）が担保されているといえる。
1. 開発区域周辺の地域に居住している者の日用品の販売、加工、修理等の業務を営む店舗、事業場その他これらに類する建築物に関する開発行為
2. 市街化調整区域内の鉱物資源や観光資源の有効な利用上必要な建築物等に関する開発行為
3. 温度、湿度、空気等について特別の条件を必要とするため、市街化区域内に立地することが困難なものに関する開発行為（政令が未制定のため、適用されない）
4. 農林漁業用の建築物で、法第29条第1項第2号で許可不要とされていない建築物または市街化調整区域内で生産される農林水産物の処理・貯蔵・加工に必要な建築物等に関する開発行為
5. 「特定農山村地域における農林業等の活性化のための基盤整備の促進に関する法律」に基づく、農林業等活性化基盤施設に関する開発行為
6. 都道府県が国又は中小企業基盤整備機構と一体となって助成する、中小企業者が行う他の事業者との連携若しくは事業の共同化等に寄与する事業のために行う開発行為
7. 市街化調整区域内にある工場施設における事業と密接な関連を有する事業のための建築物等で、事業効率化を図るため市街化調整区域内に立地することが必要な建築物等に関する開発行為
8. 危険物の貯蔵又は処理に供する建築物又は第一種特定工作物（火薬類取締法に定める火薬類の貯蔵施設をさす）で、市街化区域内に立地することが不適当なものに関する開発行為
9. 上記のほか、市街化区域内に立地することが困難又は不適当なものとして政令で定める建築物等（ドライブイン、ガソリンスタンドなどのいわゆる「沿道サービス施設」）に関する開発行為
10. 地区計画又は集落地区計画の区域内において、当該地区計画又は集落地区計画に定められた内容に適合する建築物等に関する開発行為
11. 市街化区域に隣接又は近接し、市街化区域と一体的な日常生活圏を構成する地域で、約50以上の建築物が連たんしている地域のうち、都道府県などの条例で指定する土地の区域内において行う開発行為で、予定建築物等の用途が、開発区域及びその周辺の地域における環境の保全上支障があると認められる用途として都道府県の条例で定めるものに該当しないもの
12. 開発区域の周辺における市街化を促進するおそれがないと認められ、かつ、市街化区域内において行うことが困難又は著しく不適当と認められる開発行為として、政令で定める基準に従い、都道府県の条例で区域、目的又は予定建築物等の用途を限り定められたもの
13. 市街化調整区域が決定・変更された際、自己の居住若しくは業務の用に供する建築物を建築し、又は自己の業務の用に供する第一種特定工作物を建設する目的で土地又は土地の利用に関する所有権以外の権利を有していた者で、決定又は変更の日から6ヶ月以内に国土交通省令で定める事項を都道府県知事等に届け出て、当該目的に従い5年以内に行う開発行為
14. 上記のほか、都道府県知事が開発審査会の議を経て、開発区域の周辺における市街化を促進するおそれがなく、かつ、市街化区域内において行うことが困難又は著しく不適当と認める開発行為

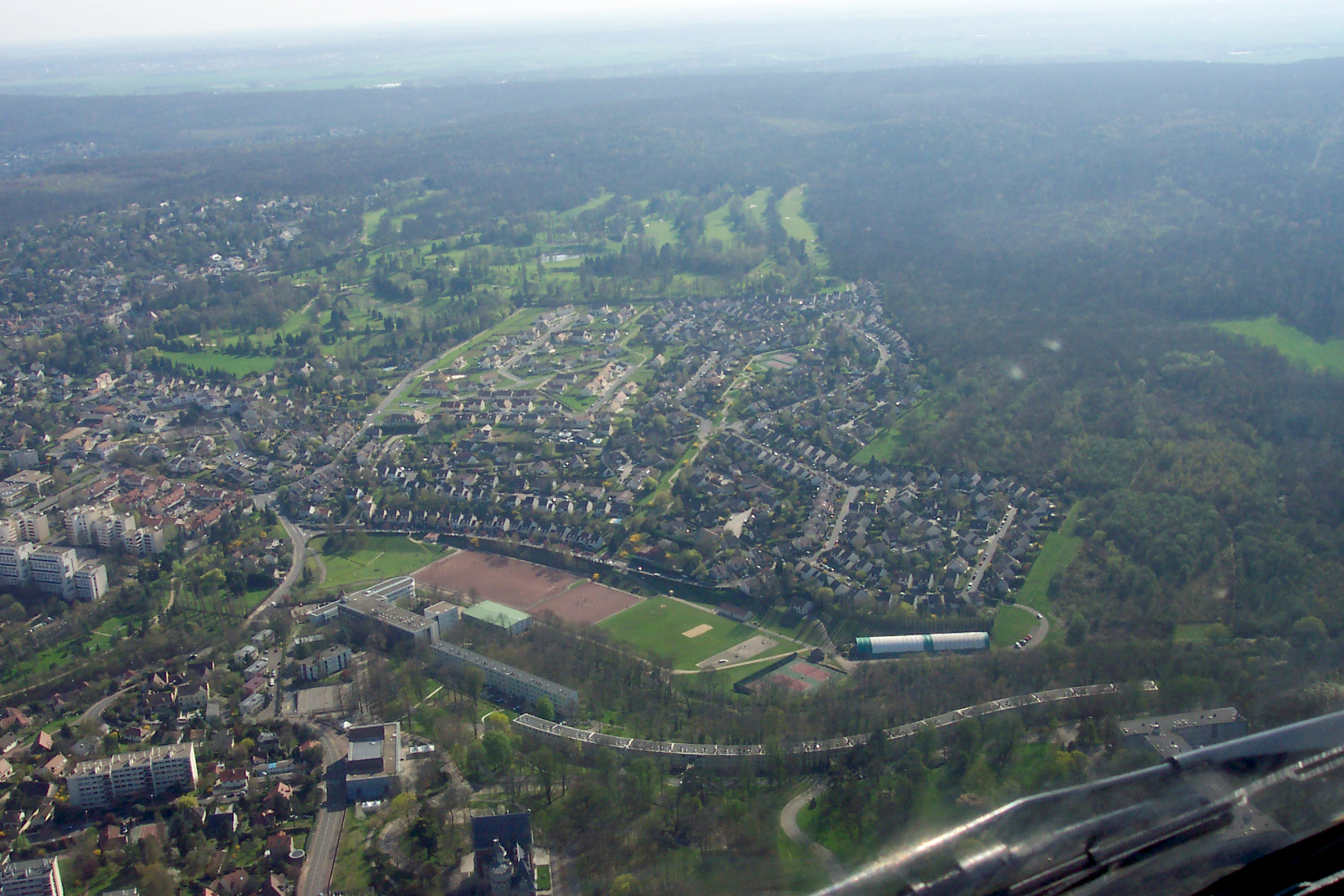
パリ郊外のスプロール化

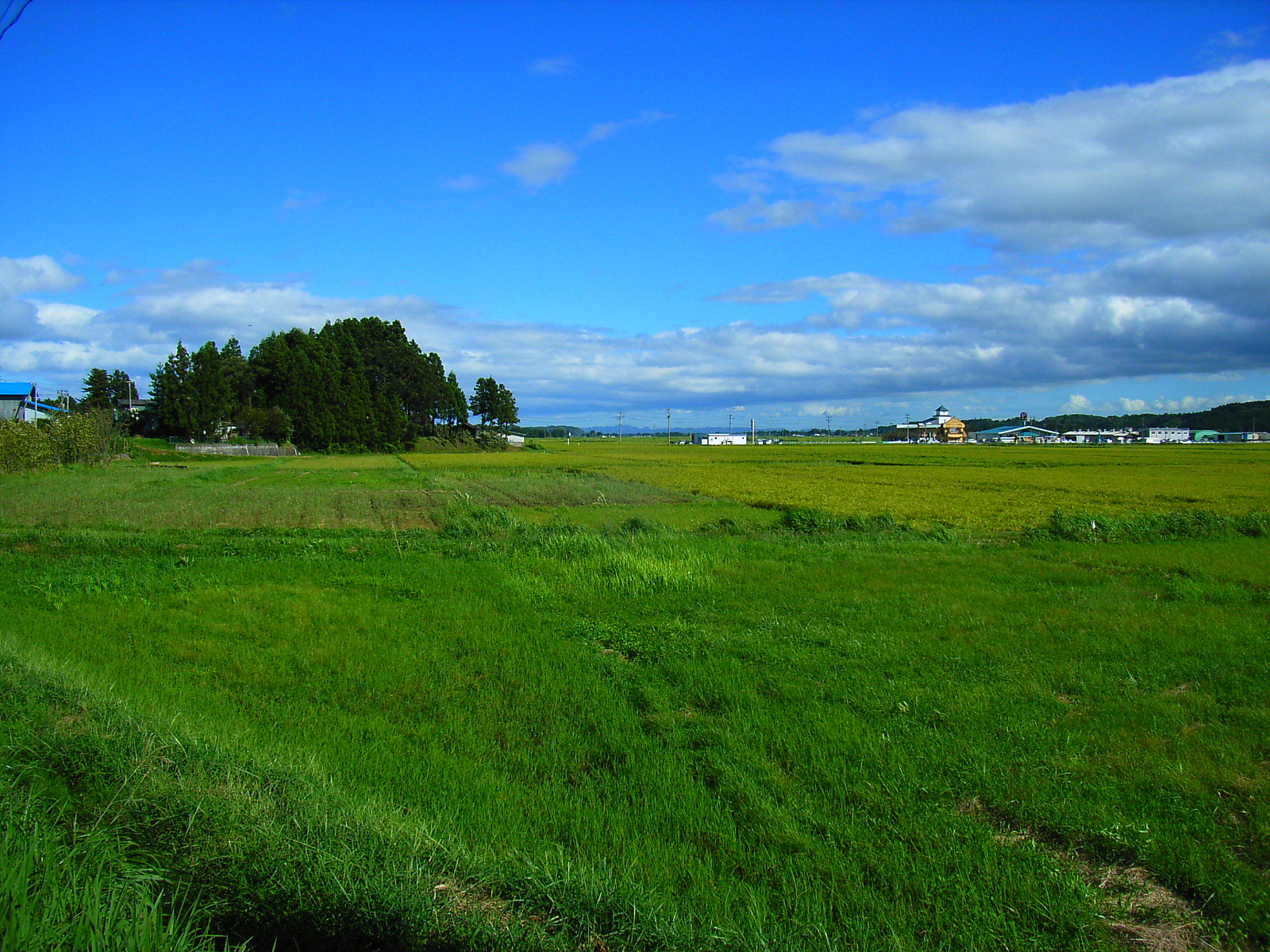
市街化調整区域

なお、列挙されているもの（市街化調整区域で開発許可が取得できるもの）の内容は、以下のとおり整理できる。
1. 区域区分による立地規制趣旨を鑑みても、立地を認める必要性があるもの
  - 当該地域で生活する住民のための施設など、区域区分に係わらず普遍的に必要なもの（第号や8第号など）
  - 市街化区域に立地すべきでないもの（第7号など）
  - 立地場所を市街化区域に限定すべきでないもの（第2号や第4号など）
2. スプロール対策上、支障がないと認められるもの（第8号の2～4など。区域区分による市街化調整区域の規制趣旨から導かれる）

開発審査会の議を経て許可する開発行為
第34条の立地基準の理念は、同条第14号（開発区域の周辺における市街化を促進するおそれがないと認められ、かつ、市街化区域内において行うことが困難又は著しく不適当と認められる開発行為）の規定に集約されている。第34条では、計画的な市街化を図るうえで支障のないものや立地を認めることがやむを得ないものが限定列挙されているのは前述のとおりであるが、これは第14号の考え方、つまり立地基準の理念に合致するものを類型化し、列挙しているものである。これらの要件に該当しないものであっても、理念に合致するものはその立地が認められるべきであり、そのような案件を個別に審査して認めるのが第14号の規定である。
なお、第14号の要件は裁量色が強いことから、適用にあたっては第三者機関である開発審査会の議を経ることとなっている。開発審査会の意見は法的拘束力を持たないが、最大限尊重される（開発審査会の詳細については後述）。

### 許可又は不許可の通知
開発許可の申請がなされた場合、都道府県知事等はその内容が上述の基準に適合しているか等を審査し、遅滞なく、許可または不許可の処分をしなければならない（法第35条第1項）。 また、その処分をするには、文書で申請者に通知しなければならない(法第35条第2項)。不許可の場合は不許可の旨と不許可の理由を文書で通知しなければならない。

### 工事完了の検査
開発許可を受けた者は、当該開発行為に関する工事を完了したときは、都道府県知事等に届け出なければならない(法第36条第1項)。都道府県知事等は当該工事が開発許可の内容に適合しているかどうかについて検査し、適合していると認めたときは、検査済証を当該開発許可を受けた者に交付しなければならない(法第36条第2項)。都道府県知事等は、前項の規定により検査済証を交付したときは、遅滞なく、国土交通省令で定めるところにより、当該工事が完了した旨を公告しなければならない(法第36条第3項)。 

### 建築制限等
開発区域内の土地においては、法第36条第3項の公告があるまでの間は、建築物を建築し、又は特定工作物を建設してはならない（ただし工事用の仮設建築物又は特定工作物その他都道府県知事等が支障がないと認めたとき、法第33条第14項の同意をしていない者が権利の行使として建築する行為は例外）(法第37条)。
「その他都道府県知事等が支障がないと認めたとき」には宅地の高低差による土圧を擁壁等でなく予定建築物に負担させる計画である場合などが含まれる。

### 開発許可を受けた土地における建築等の制限
法第42条本文により、開発許可を受けた土地においては、工事の完了公告後に以下の制限がかかる。
- 当該開発許可に係る予定建築物等以外の建築物等の新築
- 建築物の改築またはその用途を変更することによって、当該開発許可に係る予定建築物以外の建築物とすること

制限の内容を一言で述べると、「開発許可を取得したところでは、許可された用途以外のものは立地してはならない」ということである。これは、許可された用途以外の用途のものが立地されてしまうと、用途に応じて定められた基準を適用している開発許可制度の実効性が著しく損なわれるためである。
ただし、都道府県知事等が当該開発区域における利便の増進上もしくは開発区域及びその周辺の地域における環境の保全上支障がないと認めて許可したときはこの限りではなく、予定建築物の用途以外の用途のものが立地できる（同条但書）。また、当該区域の土地について用途地域等が定められているときも、本条本文の適用がない（同条但書）。すでにより厳しい用途規制があるためである。したがって、用途地域が定められている市街化区域では、原則として本条の適用がなく、知事が制限を定めることはできない。なお、国が行なう行為については、当該国の機関と都道府県知事との協議が成立することをもって、知事の許可があったものとみなす（同条2項）。
許可した後、知事は、以下の事項を開発登録簿に登録し、この登録簿を常に公衆の閲覧に供するよう保管し、かつ請求があったときはその写しを交付しなければならない（法第47条）。完了検査を行なった場合において当該工事が当該開発許可の内容に適合すると認めたとき、または制限外の知事の許可があったとき、国と知事との協議が成立したときは、開発登録簿にその旨を附記しなければならない。 
1. 開発許可の年月日
2. 予定建築物等（用途地域等の区域内の建築物及び第一種特定工作物を除く）の用途
3. 公共施設の種類、位置及び区域
4. 前3号に掲げるもののほか、開発許可の内容
5. 法第41条第1項の規定による制限の内容
6. 前各号に定めるもののほか、国土交通省令で定める事項

### 開発許可を受けた土地以外の土地における建築等の制限
法第43条は、市街化調整区域のうち、開発許可を受けていない土地で行われる建築物の新築、改築もしくは用途の変更等の行為（以下、「建築行為等」）について、許可を得なければならない旨規定している。以下では、この許可のことを「建築許可」と呼ぶ。
開発許可制度は、開発行為を規制することによりその目的を達成しようとするものであるが、開発行為（土地の改変行為）を規制するだけでは、目的の一つである「区域区分制度の担保」をすることができない。つまり、区域区分制度の担保のためには、開発行為が行われることなく建築行為等が行われる場合についても規制する必要があり、それを規定しているのが本条である。
許可不要となる開発行為が規定されているのと同様に、第43条でも建築許可が不要な建築行為等が規定されている。内容は以下のとおり。
1. 国、都道府県、政令指定都市、中核市、特例市などが行う建築行為等
2. 都市計画事業の施行として行なう建築行為等
3. 非常災害のため必要な応急措置として行なう建築行為等
4. 仮設建築物の新築
5. 法第29条第1項第10号の開発行為その他の政令で定める開発行為が行われた土地等で行う建築行為等
6. 通常の管理行為、軽易な行為その他の行為で政令で定めるもの

### 建築許可の基準
建築許可の基準は政令第36条に規定されており、開発許可基準と同様に技術基準と立地基準が存在する。基準の内容は、原則として法第33条と法第34条を準用するものであるため、ここでの説明は省略する。

## 開発審査会
開発審査会は、法第78条第1項の規定に基づき、開発許可権限を持つ自治体に設置される附属機関である。構成と所掌事務は、以下のとおりである。
開発審査会の組織および運営に関し必要な事項は、都道府県等が条例で定めることとされている。

### 構成
- 委員の人数

5名または7名
- 委員の要件

法律、経済、都市計画、建築、公衆衛生または行政に関しすぐれた経験と知識を有し、公共の福祉に関し公正な判断をすることができる者のうちから、都道府県知事等が任命した者（農業を代表する者は、経済に関して経験と知識を有する者に該当するものと取扱って差し支えないとされている）。
破産者で復権を得ない者、禁錮以上の刑に処せられその執行を終わるまで又はその執行を受けることがなくなるまでの者は、委員となることができず、委員がこれらに該当したときは、都道府県知事等はその委員を解任しなければならない。また、委員が心身の故障のため職務の執行に堪えないと認められるとき、職務上の義務違反その他委員たるに適しない非行があると認められるときは、都道府県知事等はその委員を解任できる。

### 所掌事務
- 法第34条第14号に規定する諮問に関すること（開発許可の場合）
- 政令第36条第1項第3号ホに規程する諮問に関すること(建築許可の場合)

都道府県知事等がこれらの規定の要件に適合するとして諮問したものについて、その判断に関し意見を述べる。
- 法第50条第1項に規定する審査請求に関すること
  1. 開発行為等の不許可処分に関する不服
  2. 申請に対する不作為に関する不服
  3. 法第81条に基づく監督処分に関する不服

上記の不服について審査請求を受理し、裁決する。委員は、自己又は3親等以内の親族の利害に関係のある事件についてはこれらの裁決に関する議事に加わることができない。裁決を行なう場合においては、あらかじめ、審査請求人、処分庁その他の関係人又はこれらの者の代理人の出頭を求めて、公開による口頭審理を行なわなければならない。なお、開発審査会は、審査請求を受理した日から2ヶ月以内に裁決しなければならない。
処分が不服であっても、開発審査会による裁決を経た後でなければ、裁判所へ出訴することはできない（審査請求前置主義、法第52条、行政事件訴訟法第8条第1項但書）。なお、「開発許可制度運用指針」は、開発審査会は上述の事務のほか、地域の実情に応じた弾力的な開発許可制度の運用のため積極的な役割を果たすことが期待され、そのために開発審査会の一層の充実を図ることが望ましいとしている。

## 許可制度の改正の推移
現行の都市計画法は、旧都市計画法（1919年（大正8年）制定）が廃止されたのに代わり、1968年（昭和43年）6月15日に公布され、1969年（昭和44年）6月14日に施行された。開発許可制度は、この新都市計画法に基づき開始された。その後の推移は以下のとおり。
第1次改正 - 1975年（昭和50年）
- 適用範囲を未線引都市計画区域にまで拡大
- 開発区域及びその周辺の地域における環境を保全するため、樹木の保存や表土の保全、緩衝帯の配置を技術基準に追加（法第33条第1項第9号、第10号）
- 既存宅地確認制度の創設（法第43条第1項第6号）
- 特定工作物の建設を規制の対象に加える

第2次改正 - 1980年（昭和55年）
- 地区計画又は沿道整備計画が定められている場合には、開発許可基準に加えて上記の計画にも適合した開発行為を行うこととする

第3次改正 - 1983年（昭和58年）
- 市街化調整区域内で計画的な大規模開発（住宅用地の造成など）を行う場合、「20ha以上」とされている面積基準を、都市機能の維持又は改善に著しく寄与するものについては「5ha以上」とすることができるようになる

第4次改正 - 1987年（昭和62年）
- 集落地域整備法の制定に伴い、集落地区整備計画に適合する開発行為を許可の対象に追加

第5次改正 - 1992年（平成4年）
- バブル期の地価高騰や小規模な開発行為の増加に対応するため、3大都市圏のうち一定地域の市街化区域において、許可の対象となる面積の基準を500m2に引き下げる

第6次改正 - 1998年（平成10年）
- 市街化調整区域における地区計画の策定対象地域を拡大

第7次改正 - 2000年（平成12年）
- 開発許可の技術基準を条例によって強化・緩和することが可能となる
- 立地基準が一定の要件に該当する区域における開発行為を、条例によって許可の対象とすることが可能となる
- 既存宅地確認制度を廃止
- 都市計画区域外における一定の規模以上の開発行為を許可の対象に追加

第8次改正 - 2006年（平成18年）（開発許可制度に係る部分は平成19年11月30日施行）
- 市街化調整区域における大規模開発許可基準を廃止
- 従来より開発許可の適用対象外とされていた病院、社会福祉施設、学校等の公共公益施設を許可対象とする
- 同様に国、地方公共団体等の開発行為（建築行為）は許可権者との協議成立が必要となる

### 国（国土交通省）
- 開発許可制度の概要（国土交通省）
- 開発許可制度運用指針（国土交通省）

### 各自治体
開発許可制度は、各自治体の都市計画区域マスタープラン等の内容を踏まえて地域の実情に沿った運用を行うこととされており、それぞれの条例や運用基準が異なっているため、具体的な運用については当該開発許可権者の基準を確認する必要がある。
以下に、一部の事例を示す。
- 札幌市 - 開発行為・市街化調整区域の建築許可など（都市計画法）
- 仙台市 - 開発・宅地造成
- 東京都 - 開発許可制度
- 横浜市 - 宅地開発関連手続・法令・許認可
- 川崎市 - 開発行為・宅地造成
- 大阪市 - 都市計画法に基づく開発許可制度に係る審査基準
- 神戸市 - 開発許可・開発事業承認
- 広島市 - 都市整備局 指導部 宅地開発指導課
- 北九州市 - 開発許可制度
- 福岡市 - 開発許可申請等の手引き【開発指導ホームページ】
- 那覇市 - 開発許可事務